# Venaria Reale
Venaria Reale é uma comuna italiana da região do Piemonte, província de Turim, com cerca de 34.777 habitantes. Estende-se por uma área de 20 km², tendo uma densidade populacional de 1739 hab/km². Faz fronteira com Robassomero, Caselle Torinese, Druento, Borgaro Torinese, Torino, Pianezza, Collegno.

## Demografia
| Variação demográfica do município entre 1861 e 2011                               |
|                                                                                   |
| Fonte: Istituto Nazionale di Statistica (ISTAT) - Elaboração gráfica da Wikipedia |

## Link
Foto de La Mandria de Venaria